# Maxi Herber
Pour les articles homonymes, voir Herber.
Maxi Herber (née le 8 octobre 1920 à Munich en Bavière – morte le 20 octobre 2006 à Garmisch-Partenkirchen en Bavière) est une patineuse artistique allemande. Elle a patiné en individuelle et en couple avec Ernst Baier. Elle a gagné de multiples médaillées nationales et internationales. En couple, elle a été notamment quadruple championne du monde et championne olympique aux Jeux olympiques d'hiver de 1936.

## Biographie

### Carrière sportive
Maxi Herber a d'abord pratiqué le patinage en individuelle. Elle patine pour le club de Munich. Elle obtient trois titres de championne d'Allemagne entre 1933 et 1935, mais doit se contenter des places d'honneur lors des compétitions internationales. Ses meilleurs classements sont deux 4e places aux championnats d'Europe de 1935 et 1938, à chaque fois à Saint-Moritz. Elle met un terme à sa carrière individuelle en 1938.
À partir de 1934, Maxi Herber patine en couple avec Ernst Baier. Ensemble, ils vont devenir septuple champions d'Allemagne (entre 1934 et 1941) et conquérir onze médailles internationales dont dix en or! Ils vont être cinq fois champions d'Europe (de 1935 à 1939) ; quatre fois champions du monde (de 1936 à 1939) ; et champions olympiques aux Jeux de 1936. Ils arrêtent leurs carrières en 1941, pendant la Seconde Guerre mondiale alors que toutes les compétitions internationales sont annulées. Ce couple allemand a révolutionné le patinage par couples en augmentant les difficultés techniques et artistiques de la discipline, notamment en effectuant les premiers sauts en parallèles ou en créant une unité entre la musique et l'exécution des programmes.

### Reconversion
Après la Seconde Guerre mondiale, Maxi Herber et Ernst Baier patinent dans des spectacles professionnels sur glace et construisent en 1951 leur propre revue "Eisballett Maxi und Ernst Baier" qu'ils ont ensuite vendu à "Holiday on Ice".
Ernst Baier et Maxi Herbert se marient en 1940 et ont deux fils et une fille. Après leur divorce en 1964, Maxi Herber doit dépendre des services sociaux pour survivre. Soutenu par la "“Deutsche Sporthilfe” " (l'Aide sportive allemande"), elle s'installe à Oberau en Bavière.
À la fin de sa vie, elle souffre de la maladie de Parkinson et doit s'installer à la maison de retraite Lenzheim à Garmisch-Partenkirchen près d'Oberau en l'an 2000. Peu après, elle fait une exposition de ses aquarelles personnelles. Elle meurt dans cette ville olympique en 2006, à l'âge de 86 ans. Elle était à l'époque la plus ancienne championne olympique allemande encore en vie.

## Palmarès
| Compétitions en Individuelle                                       | 1933 | 1934 | 1935 | 1936 | 1937 | 1938 | 1939 | 1940 | 1941 |  |  |  |  |  |
| Jeux olympiques d'hiver                                            |      |      |      |      |      |      |      | JA   |      |  |  |  |  |  |
| Championnats du monde                                              |      | 7e   |      |      |      |      |      | CA   | CA   |  |  |  |  |  |
| Championnats d’Europe                                              |      |      | 4e   | 7e   |      | 4e   |      | CA   | CA   |  |  |  |  |  |
| Championnats d'Allemagne                                           | 1re  | 1re  | 1re  |      |      | 2e   |      |      |      |  |  |  |  |  |
|                                                                    |      |      |      |      |      |      |      |      |      |  |  |  |  |  |
| Compétitions en Couple                                             | 1933 | 1934 | 1935 | 1936 | 1937 | 1938 | 1939 | 1940 | 1941 |  |  |  |  |  |
| Jeux olympiques d'hiver                                            |      |      |      | 1re  |      |      |      | JA   |      |  |  |  |  |  |
| Championnats du monde                                              |      | 3e   |      | 1re  | 1re  | 1re  | 1re  | CA   | CA   |  |  |  |  |  |
| Championnats d’Europe                                              |      |      | 1re  | 1re  | 1re  | 1re  | 1re  | CA   | CA   |  |  |  |  |  |
| Championnats d'Allemagne                                           |      | 1re  | 1re  | 1re  |      | 1re  | 1re  | 1re  | 1re  |  |  |  |  |  |
| Légende : JA = Jeux olympiques annulés ; CA = Championnats annulés |      |      |      |      |      |      |      |      |      |  |  |  |  |  |